# John Stewart Bell
John Stewart Bell, född 28 juni 1928, död 1 oktober 1990, var en nordirländsk fysiker. 
Bell var verksam vid det brittiska Atomic Energy Research Establishment 1949–1960 och därefter vid CERN. Bell ägnade sig åt flera av den teoretiska fysikens områden. Han är mest känd för Bells teorem inom den grundläggande kvantteorin. Tack vare detta teorem har man kunnat undersöka kvantmekanikens grundpostulat experimentellt och till exempel lyckats påvisa att teorier med lokala dolda variabler inte kan förklara Einstein–Podolsky–Rosen-paradoxen.